# Nilpotens elem
Az algebrában nilpotens elemnek nevezzük a zéruselemes félcsoportok azon elemeit, amelyeknek létezik olyan hatványa, ami megegyezik a zéruselemmel. Gyűrűk esetében a gyűrű valamely elemét akkor mondjuk nilpotens elemnek, ha az adott elem nilpotens elem a gyűrű multiplikatív félcsoportjában.

## Definíció
Legyen {\displaystyle (A;\cdot )} tetszőleges zéruselemes félcsoport. Azt mondjuk, hogy az {\displaystyle a\in A} elem az A félcsoport nilpotens eleme, ha valamely {\displaystyle n\in \mathbb {N} } esetén {\displaystyle a^{n}=0}, ahol {\displaystyle 0} a félcsoport zéruseleme.
Legyen {\displaystyle (R;+,\cdot )} tetszőleges gyűrű. Akkor mondjuk az {\displaystyle a\in R} elem az R gyűrű nilpotens eleme, ha az {\displaystyle a} elem nilpotens elem a gyűrű {\displaystyle (R;\cdot )} multiplikatív félcsoportjában.

## Tulajdonságok
- A zéruselem mindig nilpotens elem.
- Ha valamely {\displaystyle n\in \mathbb {N} } esetén {\displaystyle a^{n}=0}, akkor minden {\displaystyle m\in \mathbb {N} }-re {\displaystyle a^{n+m}=0} is teljesül.
- A gyűrűk nemzérus nilpotens elemei zérusosztók.
- Kommutatív gyűrűben a nilpotens elemek ideált alkotnak. (Ha a gyűrű nem kommutatív, akkor nem biztos, pl. a 2×2-es valós mátrixok gyűrűjében sem teljesül.)